# Occidryas macglashanii
Occidryas macglashanii är en fjärilsart som beskrevs av Rivers 1889. Occidryas macglashanii ingår i släktet Occidryas och familjen praktfjärilar. Inga underarter finns listade i Catalogue of Life.